# EPG装甲工兵車
EPG装甲工兵車は、DNG/DCL戦車回収車をもとに開発された、工兵用の装甲作業車である。DNG/DCL戦車回収車はフランスNexter社（旧GIAT社）製主力戦車・ルクレールをもとに開発されたので、本車もルクレールと共通性がある。

## 仕様・装備
外観は、DNG/DCL戦車回収車のクレーン部を多関節のアームに変更したようなもので、アームの稼働範囲は水平方向に230度、最大延伸距離8.8m、掘り込める深さ3.9m。先端は用途に応じて変更可能で、取り付けられるのはショベル、ハンマー、爪、ドリル、フック、滑車など。ショベルの容量は1,000ℓ。また、遠隔操作による作業も可能で、工兵は離れた場所から安全に作業できる。
車体前部にはDNG/DCL戦車回収車と共通のドーザーやウインチも装備。

### オプション
地雷除去装置、対戦車地雷散布装置、取り外し可能な補助動力装置などのオプションがあるが、仕様はDNG/DCL戦車回収車と共通しているので、そちらを参照のこと。

## 関連
- 戦闘工兵車
- ルクレール
- DNG/DCL戦車回収車